# Mositunnel
Der Mositunnel ist ein zweispuriger Strassentunnel auf der A4 in der Schweiz. Der Verkehr fliesst im Gegenverkehr, die beiden Fahrbahnen sind per doppelte Mittellinie getrennt. Als Hauptbestandteil der Umfahrung von Brunnen SZ zwischen den Anschlussstellen Brunnen Nord (Vollanschluss) und Brunnen Süd (Halbanschluss) kommt dem Tunnel eine wichtige Bedeutung zu. Zudem verbindet er die Autobahn A4 mit der Axenstrasse. Mit seinen rund 1.100 Metern Länge ist er bis zur Eröffnung des Morschachertunnels, seines Zeichens die Hälfte der neuen Axentunnels, 2020 der längste Strassentunnel im Kanton Schwyz. Die zulässige Höchstgeschwindigkeit im Tunnel beträgt 80 km/h, auf der restlichen Autostrasse 100 km/h.

## Zweck
Die Autostrasse Brunnen Nord – Brunnen Süd wurde 1964 als Umfahrung Brunnens eröffnet, die nördliche Fortsetzung Richtung Goldau folgte infolge den Diskussionen um einen Urmibergtunnel erst später. Mit dem Tunnel wurde der Dorfkern Brunnens vom Durchfahrtsverkehr in Richtung Uri/Gotthard entlastet. Wenn 2020 der neue Morschacher Tunnel zwischen Brunnen – Sisikon dem Verkehr übergeben wird, verliert die Autostrasse ihre Zulassung und wird zur Hauptstrasse abklassiert. Diese Abklassifizierung wurde schon einige Male von der Gemeinde Ingenbohl verlangt, wurde jedoch immer mit der Begründung des Axentunnel-Baus abgelehnt.

## Sicherheit
Ein grosses Problem im Tunnel ist die Sicherheit. Der Verkehr wird im Gegenverkehr geführt, was schon zu mehreren schweren Unfällen geführt hat (vgl. unten). Einige Automobilisten gaben an, dass beim Befahren des Tunnels die Windschutzscheibe beschlägt. Bei einem internationalen ADAC-Test erhielt der Mositunnel 2007 als einziger getesteter Tunnel in der Schweiz das Prädikat „unsicher“, weil es keine Flucht- und Rettungswege gab. Ein Sicherheitsstollen mit drei Verbindungen zur Hauptröhre wurde ab 2014 gebaut und im Dezember 2016 in Betrieb genommen.

## Unfälle
In vergangener Zeit ereigneten sich innert 13 Monaten im Mositunnel drei schwere Verkehrsunfälle, die insgesamt drei Todesopfer forderten. Interessant ist dabei, dass die Unfallverursacher immer in Fahrtrichtung Süd fuhren.
- Am 10. November 2007 geriet ein Personenwagen mit Schwyzer Kennzeichen aus ungeklärten Gründen auf die Gegenfahrbahn und kollidierte mit einem Lastwagen. Das Ehepaar im Personenwagen überlebte den Unfall nicht.[4]
- Am 17. März 2008 geriet ein Fahrzeug aus ungeklärten Gründen auf die Gegenfahrbahn und stiess mit einem Lastwagen zusammen. Der Unfallverursacher starb auf der Unfallstelle.
- Am 11. Dezember 2008 geriet ein Mazda ohne Airbag aus ungeklärten Gründen auf die Gegenfahrbahn und kollidierte mit einem Lastwagen. Der Lastwagenchauffeur verlor die Kontrolle über sein Fahrzeug und rammte einen weiteren Pkw und schliesslich die Tunnelwand. Drei Personen erlitten Verletzungen – eine davon lebensgefährliche.[5]

Nach diesen Unfällen, die immer nach demselben Schema verliefen, wurden Sicherheitsvorkehrungen getroffen. So wird der Mittelstreifen neu reflektierbar gemacht. Zur Sprache kam auch eine Temporeduzierung von 80 auf 60 km/h. Zudem steht ein Sicherheitsstollen zur Diskussion. Bereits wurden Richtungspfeile auf die Fahrbahn gezeichnet, jedoch sind diese sehr umstritten, da Motorradfahrer von Rutschgefahr bei nasser Fahrbahn sprachen.

## Zukunft
Wenn die beiden umstrittenen Axentunnels, insbesondere der Morschacher Tunnel eröffnet werden, wird die Autostrasse zu einer Hauptstrasse abklassifiziert. Die Ausfahrten Brunnen Nord und Brunnen Süd werden geschlossen. Die Autobahn A4 wird im Bereich Felderboden – Unterschönenbuch laut dem neuen NEAT-Planungskonzept nach Norden verschoben, so dass auf der bisherigen Autobahn die Eisenbahn zu stehen kommt. Die Mositunnel-Strasse wird mittels Kreisel in die Strasse Brunnen – Schwyz münden. Sie bildet dann die Zufahrt zum neuen Autobahnanschluss Brunnen, der im Felderboden, östlich des bisherigen Anschlusses Brunnen Nord, als unterirdischen Kreisel zu stehen kommt.
Bis dahin stehen die Sicherheitsvorkehrungen im Vordergrund.